# Luis de la Fuente Castillo
|  | No s'ha de confondre amb Luis de la Fuente y Hoyos. |

Luis de la Fuente Castillo (Haro, 21 de juny de 1961) és un exfutbolista riojà, que com a jugador ocupava la posició de defensa. Posteriorment fa d'entrenador de futbol. Des de 2022 és el seleccionador espanyol de futbol masculí.

## Trajectòria esportiva

### Futbolista
Format al planter de l'Athletic Club, a la 78/79 puja a l'equip B, i dos anys després, debuta amb el primer equip a la màxima categoria. Alterna durant dos anys l'Athletic i el Bilbao Athletic, fins que a partir de la 82/83 es consolida al planter de San Mamés. Amb els lleons va ser bicampió de Lliga i va guanyar una Copa del Rei i una Supercopa.
Va militar a l'Athletic fins al 1987. En aquest temps, va ser-hi titular a la defensa basca la major part del període, a més de jugar a competicions europees. La temporada 87/88 fitxa pel Sevilla FC. Al conjunt andalús és titular els seus dos primers anys, per passar-hi a la suplència després.
L'estiu del 1991 retorna a l'Athletic Club, on jugarà 22 partits més en dues campanyes. Marxa la temporada 93/94 al Deportivo Alavés de Segona B, on es retirarà a final de curs.

### Entrenador
Debuta com a entrenador l'any 1997 i transita per diversos clubs bascos (Portugalete, Aurerra, Alavés) i en les categories de base de l'Athletic Club i el Sevilla. El 2013 s'incorpora a l'staff tècnic de la Federació Espanyola de Futbol. Va ser campió dels Jocs Meditarranis amb la sub-18 (2018), campió d'Europa sub-19 (2015) i sub-21 (2019), i plata olímpica a Tòquio (2021).
Arran de l'eliminació de la selecció espanyola del Mundial de Qatar de 2022, i la subsegüent destitució de Luis Enrique, l'RFEF va nomenar-lo seleccionador. En els dos primers anys al capdavant de l'equip sènior, ha alçat els dos campionats que ha disputat: la Lliga de les Nacions de la UEFA 2022-23 i el Campionat d'Europa de futbol 2024.

## Palmarès

### Com a jugador
Athletic Club
- 2 Lligues espanyoles: 1982-83, 1983-84
- 1 Copa del Rei: 1984
- 1 Supercopa d'Espanya: 1984

### Com a entrenador
Selecció espanyola sub-18
- 1 Medalla d'or en els Jocs Mediterranis: 2018

Selecció espanyola sub-19
- 1 Campionat d'Europa sub-19: 2015

Selecció espanyola sub-21
- 1 Campionat d'Europa sub-21: 2019

Selecció espanyola sub-23
- 1 Medalla d'argent en els Jocs Olímpics: 2020

Selecció espanyola
- 1 Lliga de les Nacions de la UEFA: 2022-23[9]
- 1 Eurocopa: 2024[10]